# Terminal Invasion
Terminal invasion è un film per la televisione di genere fantascientifico del 2002 diretto da Sean S. Cunningham.

## Trama
Due sorveglianti si trovano costretti, a causa di una bufera di neve, a ripararsi assieme al loro prigioniero dentro un aeroporto. Dentro il piccolo aeroporto ci sono sette passeggeri ansiosi di partire il prima possibile. Purtroppo i passeggeri vengono informati dalla pilota Cathy Garrett che, a causa della bufera, non è momentaneamente possibile partire. Allo stesso tempo tutte le linee telefoniche cessano di funzionare. I sette passeggeri assieme al criminale e alla pilota Cathy si renderanno presto conto che il malfunzionamento delle linee telefoniche è dovuto a causa di un'imminente invasione aliena.